# Myurium katoi
Myurium katoi là một loài Rêu trong họ Myuriaceae. Loài này được (Broth.) Seki mô tả khoa học đầu tiên năm 1968.